# مول ابن بطوطة
مول ابن بطوطة هو مركز تسوق كبير يقع على شارع الشيخ زايد في دبي في الإمارات العربية المتحدة، بالقرب من التقاطع 6 لقرية جبل علي.

## الوصف
يضم المول حوالي 275 متجرًا و50 مطعمًا و21 شاشة سينما وأكثر من 4500 موقف للسيارات بإجمالي مساحة 521,000 متر مربع (5,610,000 قدم2)، يعتبر مول ابن بطوطة من أكبر مراكز التسوق في العالم. في 26 مايو 2013 أعلنت شركة نخيل عن مناقصة لتوسعة ابن بطوطة مول بإضافة مساحة تقارب 28,000 متر مربع (300,000 قدم2) وعدد من مراكز البيع بالتجزئة تبلغ 150 متجرًا آخر. يتكون المركز التجاري من ستة ساحات كل منها مستوحى من بعض البلدان التي زارها المستكشف والرحالة المغربي الأمازيغي ابن بطوطة وهي: ردهة الأندلس، ردهة الصين، ردهة مصر، ردهة الهند، ردهة فارس، وردهة تونس. تتميز ردهة الهند باحتوائها على ساعة مستنسخة من ساعة الفيل التي اخترعها العالم الجزري.
توفر محطة مترو ابن بطوطة على مترو دبي الوصول إلى المول من وسط دبي والتي تقع بالقرب من محطة حافلات دبي.
في الأعوام الأخيرة، افتتح مول ابن بطوطة متاجر وشركات جديدة بما في ذلك مفهوم الحضانة الجديد تمامًا من قبل مشاتل جميرا الدولية ومتجر بيع بالتجزئة جديد لمجموعة إيروس.

## معرض صور

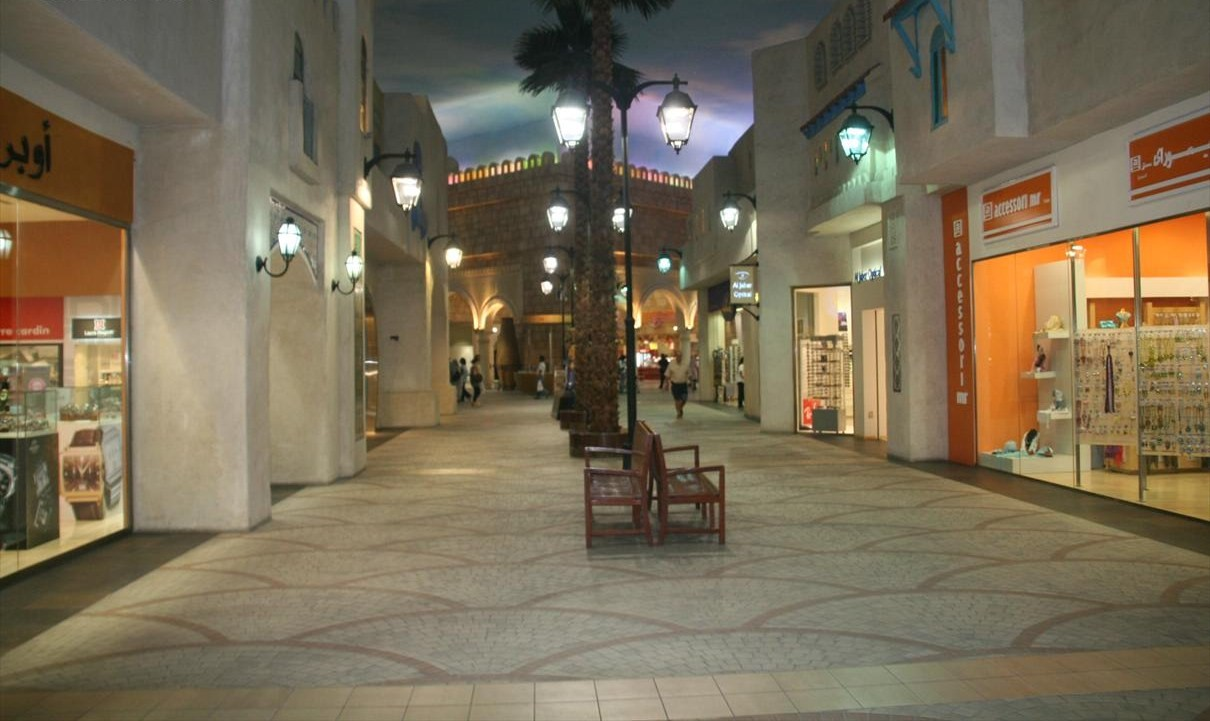
ردهة تونس
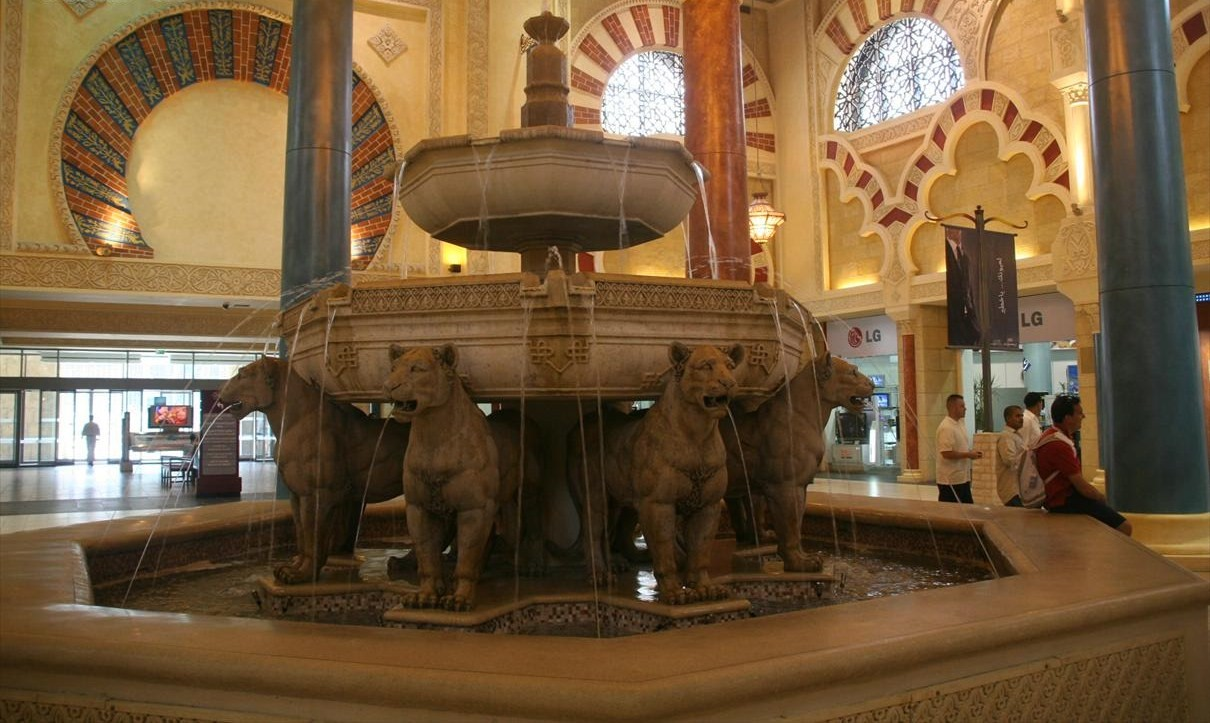
نافورة في ساحة الأندلس
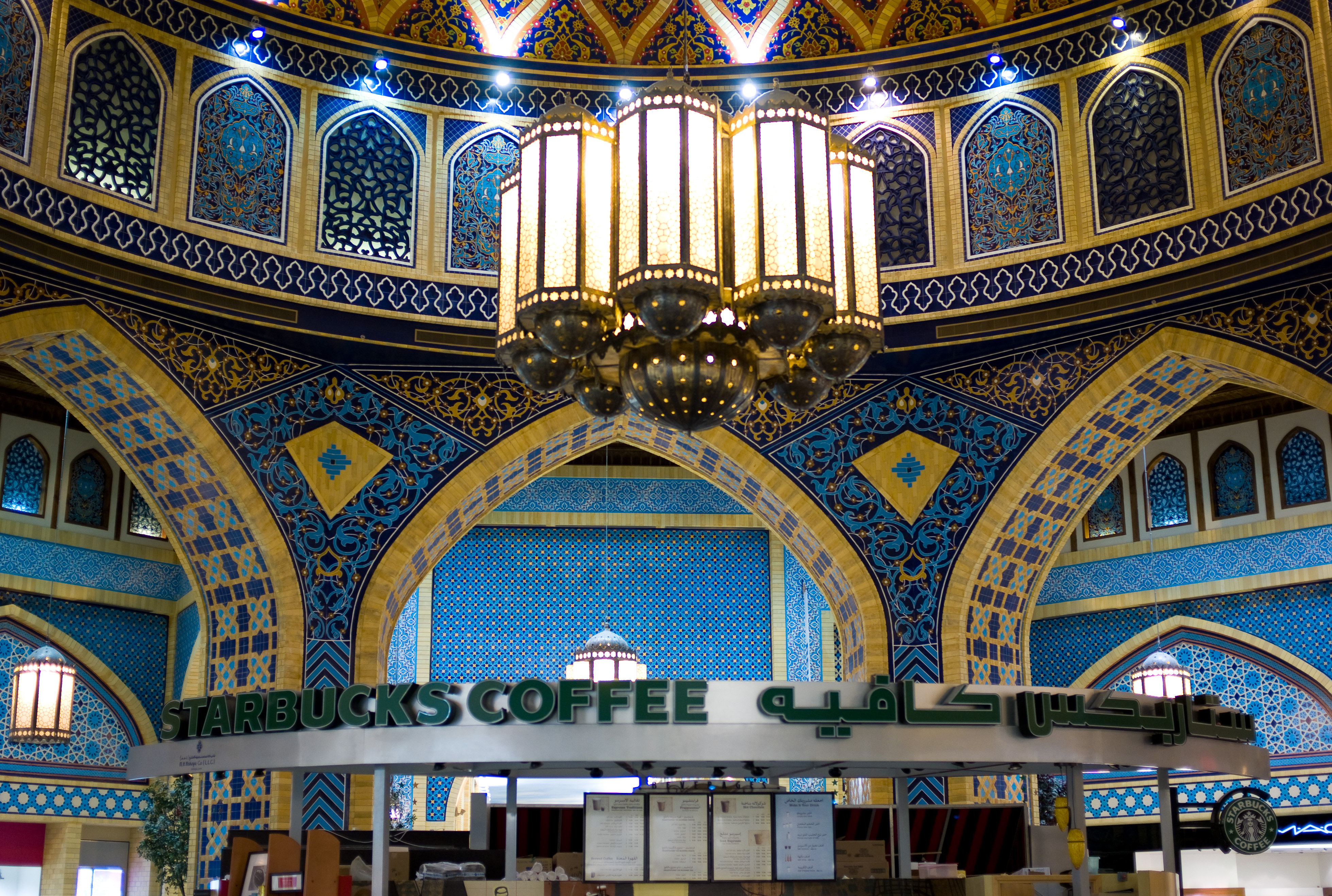
ستاربكس في ردهة فارس
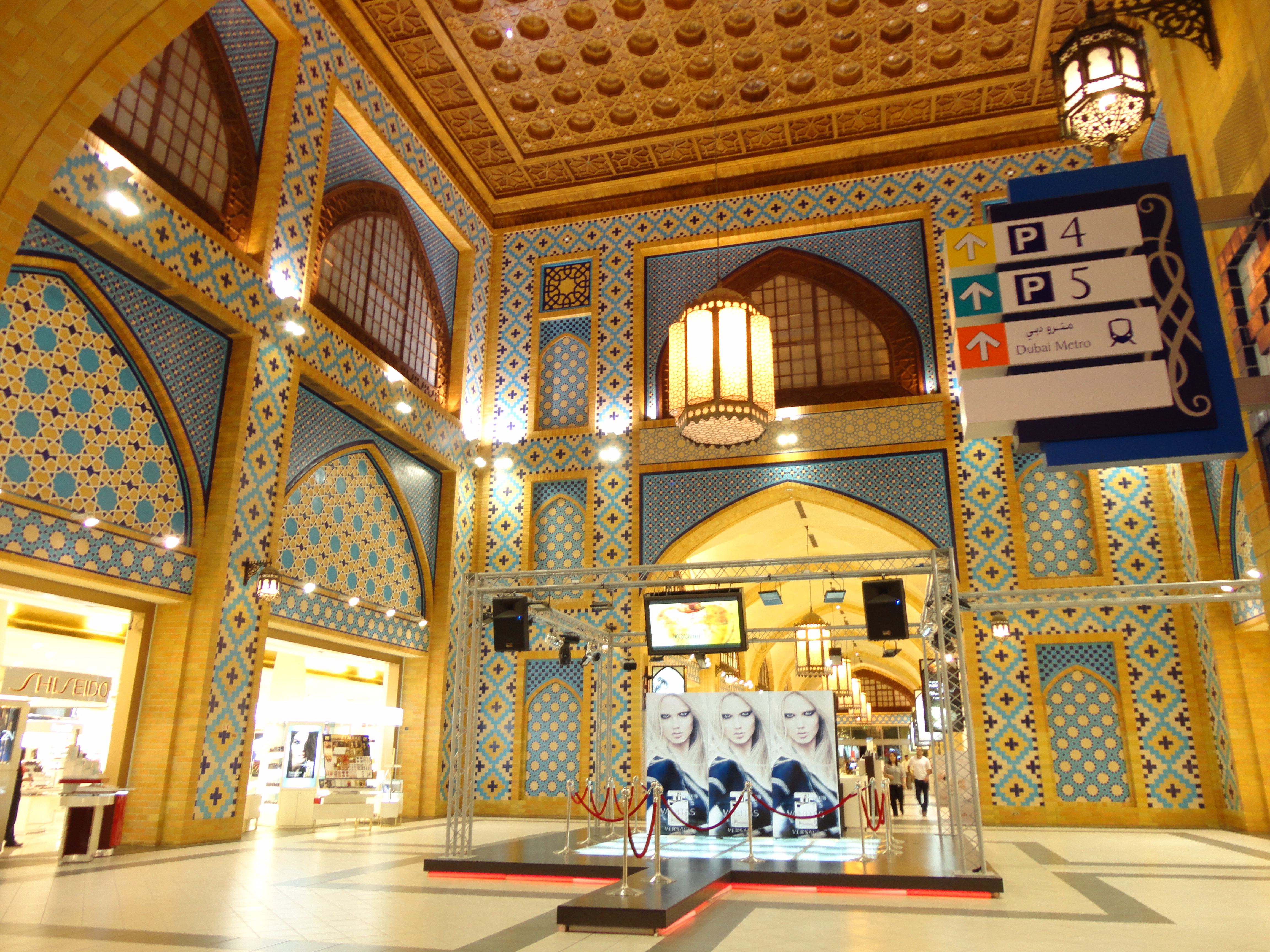
ردهة بلاد فارس
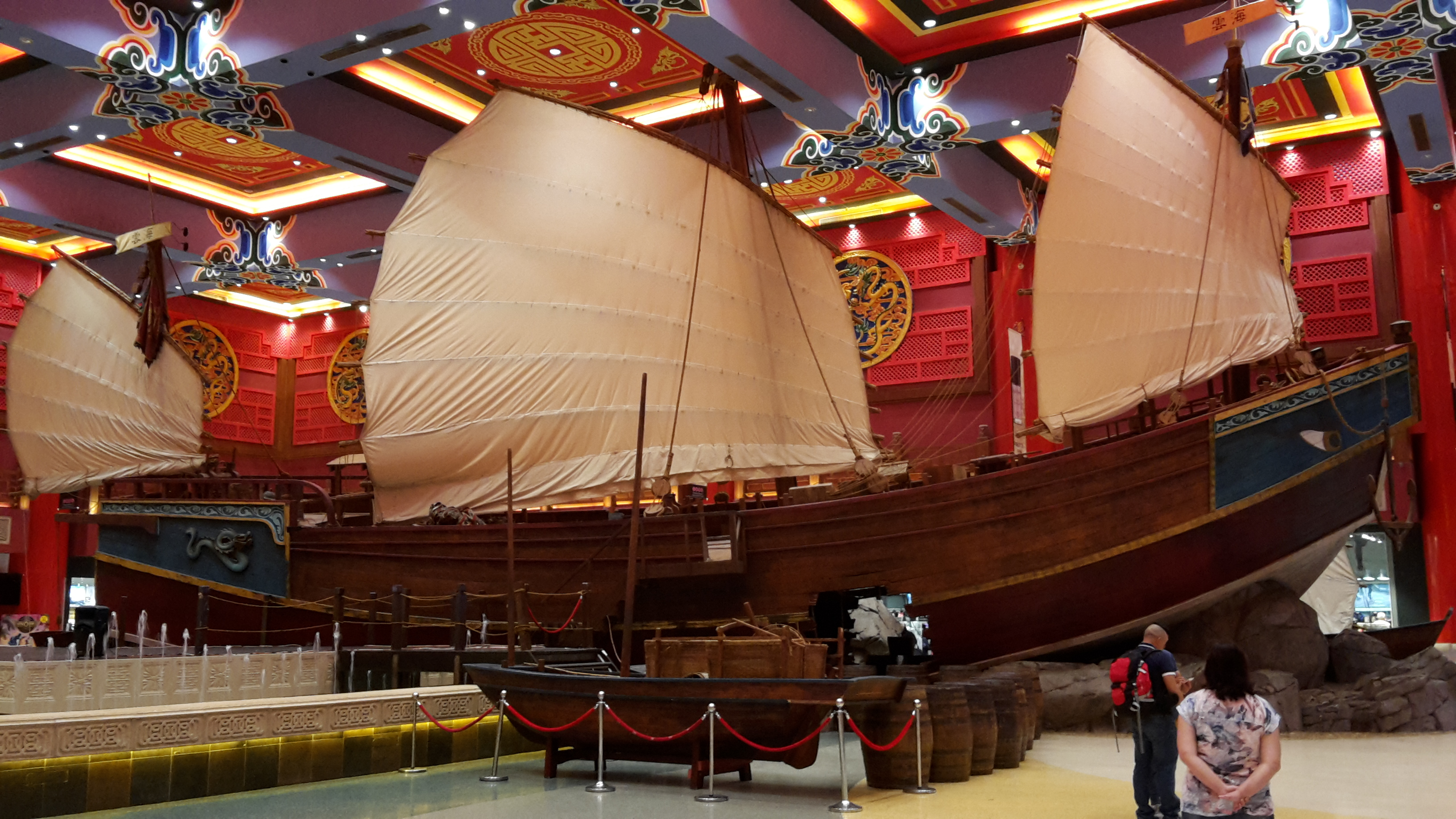
ردهة صينية بها نسخة طبق الأصل من خردة أصغر في أسطول تشنغ خه
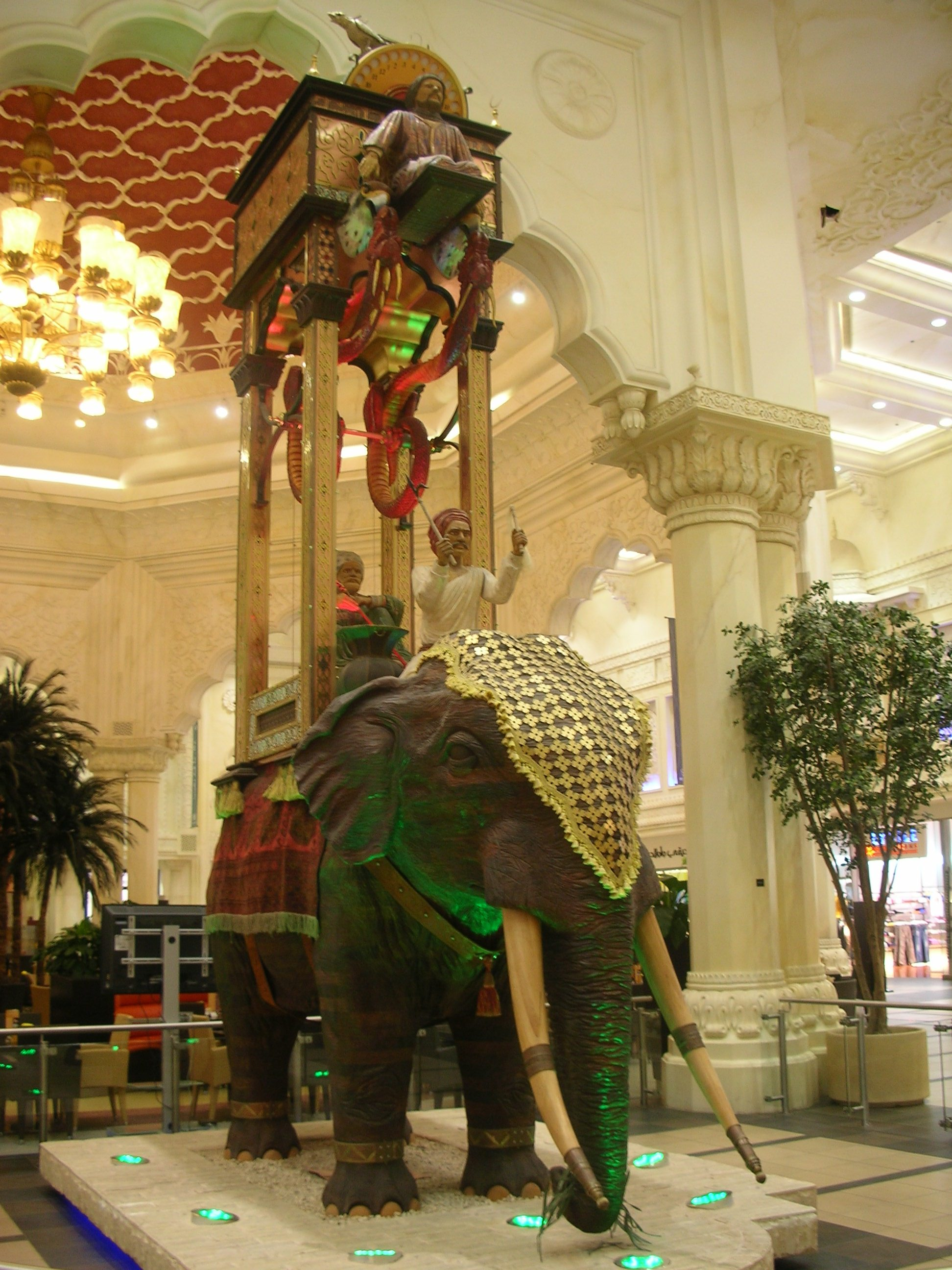
ردهة الهند حيث تحوي على نسخة طبق الأصل من لساعة الفيل
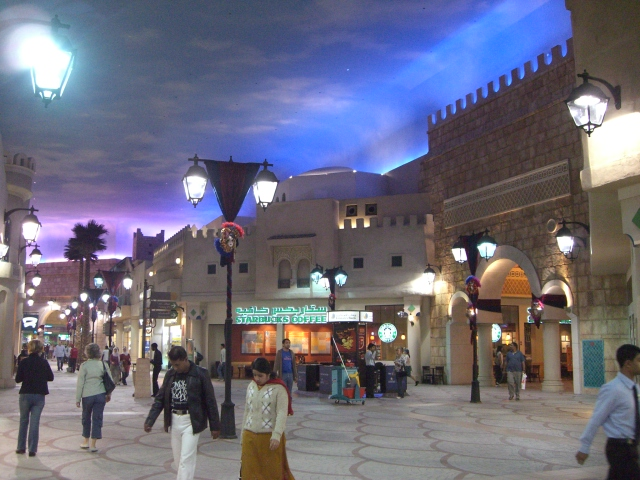
المدخل الجنوبي للمول